# Sainte-Mesme
Sainte-Mesme is een gemeente in het Franse departement Yvelines (regio Île-de-France) en telt 842 inwoners (2005). De plaats maakt deel uit van het arrondissement Rambouillet.

## Geografie
De oppervlakte van Sainte-Mesme bedraagt 8,1 km², de bevolkingsdichtheid is 104,0 inwoners per km².
De onderstaande kaart toont de ligging van Sainte-Mesme met de belangrijkste infrastructuur en aangrenzende gemeenten.

## Demografie
Onderstaande figuur toont het verloop van het inwonertal (bron: INSEE-tellingen).